# 꼬마양털박쥐
꼬마양털박쥐(Kerivoula lanosa)는 애기박쥐과에 속하는 박쥐의 일종이다. 보츠와나와 중앙아프리카공화국, 콩고민주공화국, 코트디부아르, 가봉, 가나, 기니, 케냐, 라이베리아, 말라위, 나이지리아, 남아프리카공화국, 탄자니아, 잠비아, 짐바브웨에서 발견되며, 드물게 에티오피아에서 서식한다. 자연 서식지는 아열대 또는 열대 기후 지역의 습윤 저지대 숲과 건조 사바나 지역, 습윤 사바나 지역이다. 보통 진한 회색빛 갈색을 띠며, 털 끝이 희끄무레한 털이 몸 전체에 흩어져 있다.